# اس‌تی‌اس-۸۳
اس‌تی‌اس-۸۳ (انگلیسی: STS-83) یکی از ماموریت‌های برنامه شاتل‌های فضایی بود که در تاریخ ۴ آوریل ۱۹۹۷ از پایگاه فضایی کندی به فضا پرتاب شد. این ماموریت چهار روزه توسط شاتل کلمبیا انجام گرفت و بخشی از پروژه مطالعات پیرامون جاذبه بود.